# إل سارتوريو
إل سارتوريو (بالإسبانية: El Sartorio) ويعرف أيضا باسم إل ساتاريو هو أول فيلم إباحي أرجنتيني، أنتج عام 1907.

## الفيلم
إل سارتوريو هو فيلم إباحي قصير مدته 4 دقائق و32 ثانية، تم تصويره بالأبيض والأسود في مدينة روساريو سنة 1907.
يستعرض الفيلم في البداية ست شابات عاريات يلهون ويلعبن ويأكلن على ضفاف النهر، يظهر فون، كائن أسطوري من سلالة الساتير، رجل يرتدي قناعًا على رأسه، وبشعر مستعار وقرون وشارب كبير ولحية، يراقب الشابات وهن يلعبن بالورق، يقترب منهن فيتملكهن الخوف منه فيهربن، يقوم إل سارتيرو بمطاردتهن، واحدة منهن تتعثر فيمسك بها ويأخذها إلى الطرف الآخر من الغابة، وهناك يمارس الجنس معها بطرق مختلفة وبموافقة واضحة منها، وكأن الشابة أعجبها الوضع. وبعد أن ينتهيا يستلقي الشريكان على العشب وينامان. بالنهاية تصل الشابات الخمس عاريات كما كن في البداية، يحملن القضبان والعصي لتخويف الرجل الفون الذي يهرب، ويتم إنقاذ الشابة اما مكان هروب المسخ غير معروف.

## جدال
في فرنسا كان يتم إنتاج أفلام إيروتيكية من النوع الناعم، إذ يتم تصوير الممارسة الجنسية بشكل متحفظ لا تستعرض الأعضاء التناسلية للشريكين إلا بشكل عابر، وربما يعتبر فيلم «مخدع العروس» (Le Coucher de la mariée) أول فيلم إيروتيكي في التاريخ. لذا فمع سبق السينما الفرنسية عموما يثير فيلم إل سارتيرو جدالا واسعا بكونه أول فيلم إباحي صريح في التاريخ، حيث يتم عرض مشاهد صريحة للممارسة الجنسية والأعضاء التناسلية أثناء الجماع.